# Plasmodium falciparum
Plasmodium falciparum (česky někdy zimnička tropická) je vnitrobuněčný parazitický prvok. Jedná se o původce tropické malárie, která má podle Světové zdravotnické organizace WHO ročně na svědomí více než 400 000 lidských životů především v oblastech Asie, jihovýchodní Afriky a Amazonie. Plasmodium bylo objeveno 6. listopadu 1880 francouzským lékařem Alphonsem Laveranem ve městě Constantine (Alžírsko) při studiu krevních preparátů vojáků z cizineckých legií. Jedná se o nejvíce patogenní zimničku člověka.

## Vývojový cyklus
Stejně jako ostatní druhy plasmodií má i plasmodium falciparum poměrně složitý vývojový cyklus, který začíná infikací samičky komára z rodu Anopheles, Culex nebo Aedes, v důsledku sání krve nakaženého hostitele (různé druhy ptáků, savců a plazů). Aby došlo k přenosu infekce na komára, musí krev obsahovat samčí a samičí pohlavní buňky zimničky, jež v těle komára splynou v zygoty a usadí se v oblasti slinných žláz. Poté může dojít k přenosu do krevního oběhu dalšího hostitele opět pomocí bodnutí. Toto vývojové stádium nazýváme sporozoit.
V další fázi vývoje sporozoity velmi rychle infikují hepatocyty (jaterní buňky). Uvnitř těchto buněk nabývají oválného tvaru a jejích jádra se mnohonásobně dělí. V důsledku tohoto jevu hepatocyty praskají a do krve se uvolňují buňky dalšího vývojového stádia – merozoity. Následně plasmodium, tentokrát již v mnohem vyšším počtu, proniká do erytrocytů (červených krvinek), kde se opět dělí a hostitelská buňka tím získává plochý, prstýnkovitý tvar typický pro toto onemocnění. Merozoity se dělí, dokud nevyplní celý objem napadené krvinky a poté všechny erytrocyty synchronizovaně prasknou. Tento jev má za následek uvolnění další dávky merozoitů do krevního řečiště hostitele a také nejznámější příznak malárie – tzv. malarickou horečku.
Po několika takovýchto procesech začnou vznikat kromě merozoitů i gametocyty (pohlavní buňky), které jsou stádiem infekčním pro komára, pokud jsou při bodnutí nasáty společně s krví nakaženého hostitele. Následně se celý vývojový cyklus opakuje.
Na rozdíl od jiných druhů plasmodií, nevytváří tento druh klidová stádia (hypnozoity) usazující se v jaterních buňkách, tudíž po vyléčení malárie nedochází již k pozdějšímu relapsu nemoci. Dalším rozdílem mezi tropickou zimničkou a jí příbuznými druhy je například schopnost napadat krvinky v jakémkoli vývojovém stádiu nebo také vytváření lepivých výrůstků na jejich povrchu, jež mohou způsobovat ucpávání cév.